# Tachypeza distans
Tachypeza distans är en tvåvingeart som beskrevs av Axel Leonard Melander 1927. Tachypeza distans ingår i släktet Tachypeza och familjen puckeldansflugor.
Artens utbredningsområde är Washington. Inga underarter finns listade i Catalogue of Life.